# X-Plane
X-Plane je letecký simulátor vyvinutý společností Laminar Research. Verze pro stolní počítače je dostupná pro Mac OS X, Windows a Linux, mobilní verze pro Android a iOS. X-Plane obsahuje několik komerčních, vojenských a dalších letadel spolu se základní globální scenérií, která zahrnuje většinu Země. Součástí X-Plane je i další software, určený k úpravě a tvorbě letadel a scenérie. Krom toho má hra systém pluginů, který uživatelům umožňuje tvorbu vlastních modulů, rozšiřujících hru o nové funkce.